# Bratři (film, 2009)
Bratři (v anglickém originále Brothers) je americký dramatický film z roku 2009. Režisérem filmu je Jim Sheridan. Hlavní role ve filmu ztvárnili Tobey Maguire, Jake Gyllenhaal, Natalie Portman, Mare Winningham a Sam Shepard.

## Děj
Sam (Tobey Maguire) je špičkový voják, perfektní syn, milující manžel a skvělý otec. Jednoho dne je poslána do Afghánistánu na akci, při které je zajat. Všichni si myslí, že je mrtev. Pro Samovu rodinu je to zdrcující, včetně pro Samova bratra Tommyho (Jake Gyllenhaal), který se postupem času začne sbližovat, se Samovou ženou Grace (Natalie Portmanová). Sam se jednoho dne vrátí, ale je jiný. Po měsících v zajetí a nelidských mučení propadá hrozným depresím, je čím dál tím víc paranoidní a brutální ke své manželce a dětem...

## Obsazení
| Tobey Maguire        | Sam Cahill                 |
| Jake Gyllenhaal      | Tommy Cahill               |
| Natalie Portman      | Grace Cahill               |
| Sam Shepard          | Hank Cahill                |
| Taylor Geare         | Maggie Cahill              |
| Patrick Flueger      | vojín Joe Willis           |
| Clifton Collins      | major Cavazos              |
| Mare Winningham      | Elsie                      |
| Jenny Wade           | Tina                       |
| Bailee Madison       | Isabelle                   |
| Carey Mulligan       | Cassie Willis              |
| James D. Dever       | seržant major Atwater      |
| Josh Berry           | personální seržant Freeman |
| Michael-David Aragon | terorista                  |
| Yousuf Azami         | Talibánský vůdce           |